# 古拉維蒂瓦雷伊鄉
45°09′N 26°02′E / 45.150°N 26.033°E
古拉維蒂瓦雷伊鄉（羅馬尼亞語：Comuna Gura Vitioarei, Prahova），是羅馬尼亞的鄉份，位於該國中南部，由普拉霍瓦縣負責管轄，面積33平方公里，海拔高度299米，2007年人口6,131，人口密度每平方公里186人。